# Slungboll

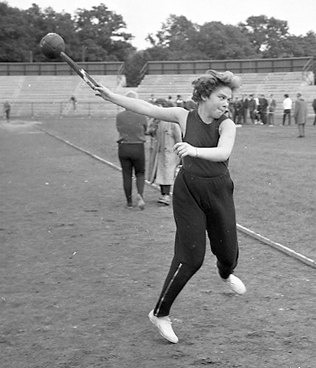
Kvinna som kastar slungboll (1957).

Slungboll är en boll med läderrem som kan användas som kastredskap eller i lagspel, varav det sistnämnda förekommer framförallt i Tyskland. Som kastgren har slungbollen varit relativt vanlig i Sverige, i såväl skolidrott som i större friidrottsmästerskap; mellan 1930 och 1952 anordnades det ett svenskt mästerskap för damer i grenen. En slungboll kan väga 1–1,5 kilo och mäta 52–70 centimeter i omkrets.
Majken Åberg från Norrköpings Kv. IK/IFK Norrköping blev svensk mästare de sista 16 åren slungboll fanns med på SM. Hon satte även den 23 juli 1944 ett inofficiellt världsrekord på 53,32 under en uppvisning i Likenäs i norra Värmland. Den aktuella slungbollen finns fortfarande kvar i klubbens ägo. Eftersom slungboll aldrig kom mycket längre än till skolidrotten, övertalades hon strax före OS i London 1948 att börja träna diskus vilket hon också gjorde. I OS kom hon på sjunde plats.